# Douglas DC-8
Il Douglas DC-8, indicato anche come McDonnell Douglas DC-8, è un aereo di linea e cargo quadrimotore a getto sviluppato dall'azienda aeronautica statunitense Douglas Aircraft Company dal 1958 al 1972.

## Storia del progetto
La Douglas Aircraft Company iniziò lo sviluppo di un suo jet fin dal 1957, nella speranza di anticipare la Boeing, che stava facendo lo stesso con il futuro Boeing 707, ma i notevoli problemi alla procura dei motori ne ritardarono l'uscita di undici mesi, così che quando i problemi furono risolti, il 707 si era già accaparrato gran parte del mercato.
Il velivolo ebbe un discreto successo, specialmente con l'ultima versione, che allora era la più grande al mondo e che fu adottata anche da Alitalia.
L'ultimo esemplare di DC8, il 556º, fu consegnato il 13 maggio 1972, quindici anni dopo il primo, anche in considerazione del fatto che, nel frattempo, erano arrivati sul mercato aerei a grande capacità come il nuovo Boeing 747. A Luglio 2015 si registrano ancora 5 esemplari in servizio e a Dicembre 2024 solo 2.
Il DC8 si è dimostrato un ottimo aereo, fissando uno standard del lusso volante.
Il 21 agosto 1961, durante un test di volo, un Douglas DC-8 ruppe il muro del suono a Mach 1.012 (660 mph) in volo di discesa da 41.088 ft. A detta dei tecnici la cosa non era stata prevista, tuttavia il fatto dimostrò che il DC-8 aerodinamicamente ne era all'altezza. Diventò così il primo aereo passeggeri ad aver superato la barriera del suono, prima del Tupolev Tu-144 e del Concorde.

## Impiego operativo

### Impiego alla NASA
Il Douglas DC-8 fece parte anche della flotta di aerei sperimentali della NASA. L'aereo in questione iniziò la sua carriera come DC-8-62 presso l'Alitalia nel maggio 1969, per essere, poi, venduto nel 1979 alla Braniff Airways, dove volò per quattro anni. Nel 1985 fu acquisito dalla NASA e successivamente convertito dalla Nacelle Corporation dalla versione DC-8-62 alla DC-8-72 all'inizio del 1986. Il 21 luglio 1986, l'aereo di linea fu consegnato alla NASA come N717NA, rimotorizzato con 4 turboventole CFM56-2-C1 e modificato come laboratorio per l'acquisizione dati per la ricerca scientifica in volo. Successivamente reimmatricolato come N817NA nel giugno 1998. Il 1º aprile 2024, dopo 37 anni di servizio, il velivolo ha completato la sua ultima missione ed è tornato all'Armstrong Flight Research Center dell'agenzia a Palmdale, in California per essere ritirato dal servizio.

### Incidenti
L'aereo fu protagonista di alcuni gravi incidenti aerei.
Tra essi va annoverato l'incidente del volo Alitalia 660, da Roma Fiumicino a Montréal, con scalo intermedio a Milano Malpensa, che il 2 agosto 1968 con pilota, copilota, altri otto membri dell'equipaggio ed 85 passeggeri si schiantò contro il monte San Giacomo, nei dintorni di Vergiate, durante la fase di avvicinamento all'aeroporto di Milano Malpensa. Tutti gli occupanti sopravvissero all'impatto; le 12 vittime furono provocate dal successivo incendio.
Il 5 maggio 1972 il volo AZ 112, operato dall'aeromobile con marche I-DIWB, si schiantò su una montagna nei pressi di Carini (PA) causando la perdita di tutti gli occupanti.
Il 29 novembre 1963 un DC-8-50 della Trans-Canada Air Lines precipitò al suolo poco dopo il decollo per cause ignote.
Il 25 febbraio 1964 un DC-8 della Eastern a causa di un guasto tecnico precipitò subito dopo il decollo.
Il 12 dicembre 1985 il Volo Arrow Air 1285, con 256 persone a bordo, precipitò poco dopo il decollo dall'aeroporto di Gander, causando la morte di tutti i passeggeri sul colpo. L'inchiesta rivelò che l'aereo andò in stallo per la formazione di ghiaccio sulle ali.
L'11 luglio 1991 il volo Volo Nigeria Airways 2120, operato con un DC-8 della Nationair dato in prestito per trasportare i pellegrini nigeriani, si schiantò poco dopo il decollo per un incendio generato sul carrello di atterraggio, causando la morte di tutti i 264 occupanti. È il peggiore incidente che vede coinvolto un DC-8.
Il 16 febbraio 2000 il volo cargo Emery Worldwide 17 si schiantò poco dopo il decollo dall'aeroporto di Sacramento.

## Versioni

Un Douglas DC-8-62F di Alitalia Cargo nel 1978

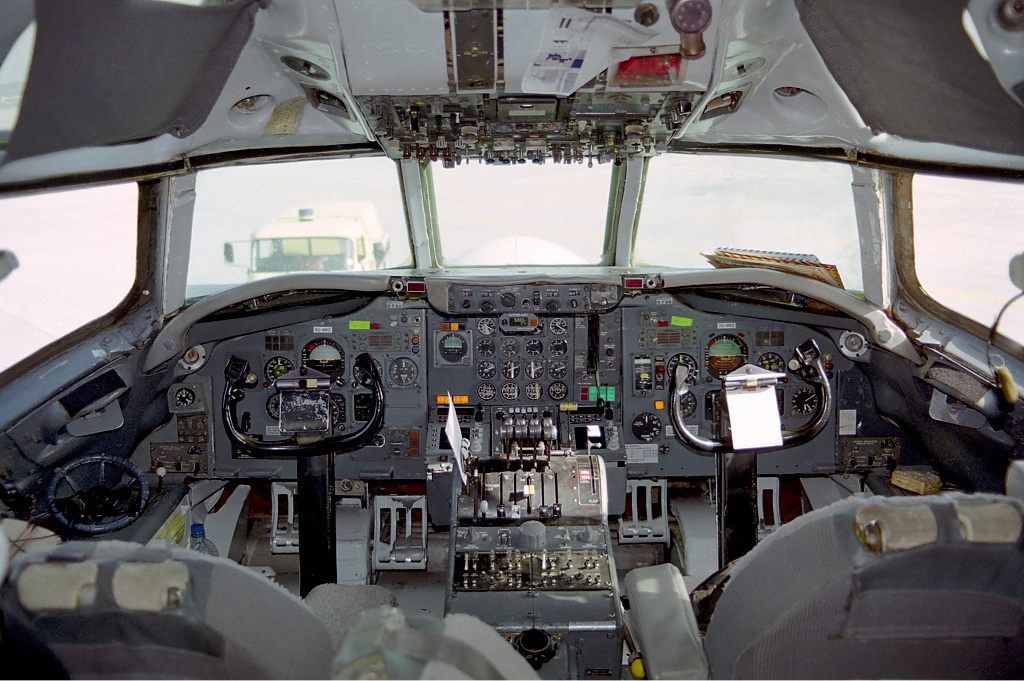
Cockpit di un DC-8

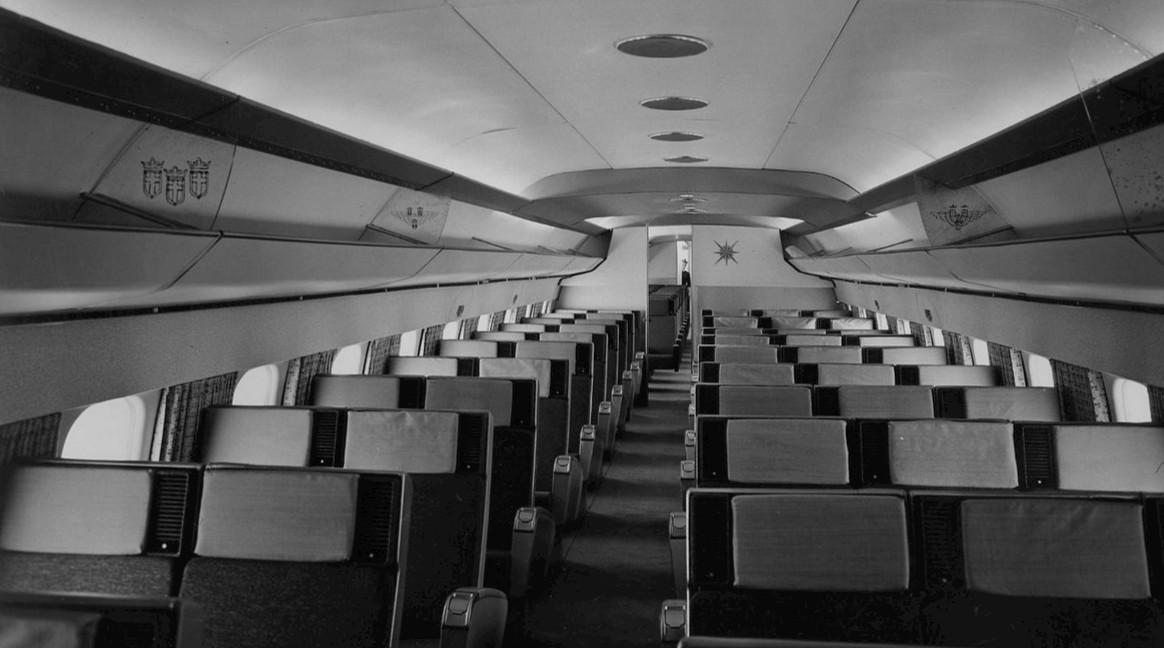
Cabina passeggeri di un DC-8

- Versioni da 10 a 50: le più piccole, da 189 posti, riadattabili a cargo, prodotte tutte fino al 1966.
- Da 61 a 63: versioni più famose e lussuose, molto capienti, prodotte fino al 1972.
- 26 DC-8-10
- 36 DC-8-20
- 57 DC-8-30
- 32 DC-8-40
- 89 DC-8-50
- 39 DC-8-50C
- 15 DC-8-50F
- 78 DC-8-61
- 10 DC-8-61C
- 51 DC-8-62
- 10 DC-8-62C
- 6 DC-8-62F
- 47 DC-8-63
- 53 DC-8-63C
- 7 DC-8-63F

## Dati tecnici
| Versione                                | DC-8-43                        | DC-8-55                        | DC-8-61                        | DC-8-71                        | DC-8-63                        | DC-8-73                        | DC-8-62                        | DC-8-72                        |
| --------------------------------------- | ------------------------------ | ------------------------------ | ------------------------------ | ------------------------------ | ------------------------------ | ------------------------------ | ------------------------------ | ------------------------------ |
| Codice ICAO                             | DC84                           | DC85                           | DC86                           | DC87                           | DC86                           | DC87                           | DC86                           | DC87                           |
| Codice IATA                             | n/a                            | D8T                            | D8L                            | D8Q                            | D8L                            | D8Q                            | D8L                            | D8Q                            |
| Equipaggio in cabina di pilotaggio      | 2 piloti e 1 ingegnere di volo | 2 piloti e 1 ingegnere di volo | 2 piloti e 1 ingegnere di volo | 2 piloti e 1 ingegnere di volo | 2 piloti e 1 ingegnere di volo | 2 piloti e 1 ingegnere di volo | 2 piloti e 1 ingegnere di volo | 2 piloti e 1 ingegnere di volo |
| Capacità massima passeggeri             | 177                            | 189                            | 259                            | 259                            | 259                            | 259                            | 189                            | 189                            |
| Lunghezza totale                        | 44,58 m                        | 44,58 m                        | 55,75 m                        | 55,75 m                        | 55,75 m                        | 55,75 m                        | 46,60 m                        | 46,60 m                        |
| Diametro cabina                         | 3,51 m                         | 3,51 m                         | 3,51 m                         | 3,51 m                         | 3,51 m                         | 3,51 m                         | 3,51 m                         | 3,51 m                         |
| Diametro fusoliera                      | 3,73 m                         | 3,73 m                         | 3,73 m                         | 3,73 m                         | 3,73 m                         | 3,73 m                         | 3,73 m                         | 3,73 m                         |
| Larghezza piano orizzontale             | 14,48 m                        | 14,48 m                        | 14,48 m                        | 14,48 m                        | 14,48 m                        | 14,48 m                        | 14,48 m                        | 14,48 m                        |
| Apertura alare                          | 43,40 m                        | 43,40 m                        | 43,40 m                        | 43,40 m                        | 43,40 m                        | 43,40 m                        | 45,23 m                        | 45,23 m                        |
| Superficie alare                        | 266,5 m²                       | 266,5 m²                       | 267,9 m²                       | 267,9 m²                       | 271,9 m²                       | 271,9 m²                       | 271,9 m²                       | 271,9 m²                       |
| Freccia alare                           | 30°                            | 30°                            | 30°                            | 30°                            | 30°                            | 30°                            | 30°                            | 30°                            |
| Altezza fusoliera                       | 5,94 m                         | 5,94 m                         | 5,97 m                         | 5,97 m                         | 5,92 m                         | 5,92 m                         | 5,91 m                         | 5,91 m                         |
| Altezza totale                          | 13,24 m                        | 13,28 m                        | 13,17 m                        | 13,17 m                        | 13,11 m                        | 13,11 m                        | 13,18 m                        | 13,18 m                        |
| Passo                                   | 17,53 m                        | 17,53 m                        | 23,62 m                        | 23,62 m                        | 23,62 m                        | 23,62 m                        | 18,53 m                        | 18,53 m                        |
| Peso operativo a vuoto (OEW)            | 61 920 kg                      | 62 717 kg                      | 68 993 kg                      | 74 254 kg                      | 72 004 kg                      | 75 388 kg                      | 64 980 kg                      | 69 492 kg                      |
| Peso massimo senza carburante (MZFW)    | 80 832 kg                      | 86 184 kg                      | 101 606 kg                     | 101 606 kg                     | 104 328 kg                     | 104 328 kg                     | 88 452 kg                      | 88 452 kg                      |
| Peso massimo durante il rullaggio (MTW) | 144 245 kg                     | 148 781 kg                     | 148 781 kg                     | 148 781 kg                     | 162 389 kg                     | 162 389 kg                     | 160 121 kg                     | 153 317 kg                     |
| Peso massimo al decollo (MTOW)          | 142 884 kg                     | 147 420 kg                     | 147 420 kg                     | 147 420 kg                     | 161 028 kg                     | 161 028 kg                     | 158 760 kg                     | 151 956 kg                     |
| Peso massimo all'atterraggio (MLW)      | 83 895 kg                      | 98 431 kg                      | 108 864 kg                     | 108 864 kg                     | 117 029 kg                     | 117 029 kg                     | 108 864 kg                     | 108 864 kg                     |
| Carico utile massimo                    | 18 911 kg                      | 23 467 kg                      | 32 603 kg                      | 27 307 kg                      | 32 324 kg                      | 28 940 kg                      | 23 472 kg                      | 18 960 kg                      |
| Capacità cargo                          | 39,4 m³                        | 39,4 m³                        | 70,8 m³                        | 70,8 m³                        | 70,8 m³                        | 70,8 m³                        | 45,7 m³                        | 45,7 m³                        |
| Capacità massima carburante             | 88 552 L                       | 88 552 L                       | 88 552 L                       | 88 552 L                       | 91 891 L                       | 91 891 L                       | 91 891 L                       | 91 891 L                       |
| Velocità di crociera                    | 0,82 Mach (1 012,54 km/h)      | 0,82 Mach (1 012,54 km/h)      | 0,82 Mach (1 012,54 km/h)      | 0,82 Mach (1 012,54 km/h)      | 0,82 Mach (1 012,54 km/h)      | 0,82 Mach (1 012,54 km/h)      | 0,82 Mach (1 012,54 km/h)      | 0,82 Mach (1 012,54 km/h)      |
| Velocità massima                        | 0,88 Mach (1 086,62 km/h)      | 0,88 Mach (1 086,62 km/h)      | 0,88 Mach (1 086,62 km/h)      | 0,88 Mach (1 086,62 km/h)      | 0,88 Mach (1 086,62 km/h)      | 0,88 Mach (1 086,62 km/h)      | 0,88 Mach (1 086,62 km/h)      | 0,88 Mach (1 086,62 km/h)      |
| Autonomia                               | 5 300 nmi 9 815 km             | 5 900 nmi 10 926 km            | 5 100 nmi 9 445 km             | 6 100 nmi 11 297 km            | 5 500 nmi 10 186 km            | 5 800 nmi 10 741 km            | 6 100 nmi 11 297 km            | 6 800 nmi 12 593 km            |
| Quota di tangenza                       | 42 000 ft (12 800 m)           | 42 000 ft (12 800 m)           | 42 000 ft (12 800 m)           | 42 000 ft (12 800 m)           | 42 000 ft (12 800 m)           | 42 000 ft (12 800 m)           | 42 000 ft (12 800 m)           | 42 000 ft (12 800 m)           |
| Motori (x4)                             | RCo.12 Mk.509                  | PW JT3D-3B                     | PW JT3D-3B                     | CFM56-2                        | PW JT3D-3B                     | CFM56-2                        | PW JT3D-3B                     | CFM56-2                        |
| Spinta (x4)                             | 65-90 kN                       | 73-80 kN                       | 73-80 kN                       | 95-98 kN                       | 73-80 kN                       | 95-98 kN                       | 73-80 kN                       | 95-98 kN                       |

| Versione                             | DC-8-55F                       | DC-8-61F                       | DC-8-71F                       | DC-8-63F                       | DC-8-73F                       | DC-8-62F                       | DC-8-72F                       |
| ------------------------------------ | ------------------------------ | ------------------------------ | ------------------------------ | ------------------------------ | ------------------------------ | ------------------------------ | ------------------------------ |
| Codice ICAO                          | DC85                           | DC86                           | DC87                           | DC86                           | DC87                           | DC86                           | DC87                           |
| Codice IATA                          | n/a                            | D8X                            | D8Y                            | D8X                            | D8Y                            | D8X                            | D8Y                            |
| Equipaggio in cabina di pilotaggio   | 2 piloti e 1 ingegnere di volo | 2 piloti e 1 ingegnere di volo | 2 piloti e 1 ingegnere di volo | 2 piloti e 1 ingegnere di volo | 2 piloti e 1 ingegnere di volo | 2 piloti e 1 ingegnere di volo | 2 piloti e 1 ingegnere di volo |
| Capacità massima passeggeri          | Cargo                          | Cargo                          | Cargo                          | Cargo                          | Cargo                          | Cargo                          | Cargo                          |
| Lunghezza totale                     | 44,58 m                        | 55,75 m                        | 55,75 m                        | 55,75 m                        | 55,75 m                        | 46,60 m                        | 46,60 m                        |
| Diametro cabina                      | 3,51 m                         | 3,51 m                         | 3,51 m                         | 3,51 m                         | 3,51 m                         | 3,51 m                         | 3,51 m                         |
| Diametro fusoliera                   | 3,73 m                         | 3,73 m                         | 3,73 m                         | 3,73 m                         | 3,73 m                         | 3,73 m                         | 3,73 m                         |
| Larghezza piano orizzontale          | 14,48 m                        | 14,48 m                        | 14,48 m                        | 14,48 m                        | 14,48 m                        | 14,48 m                        | 14,48 m                        |
| Apertura alare                       | 43,40 m                        | 43,40 m                        | 43,40 m                        | 43,40 m                        | 43,40 m                        | 45,23 m                        | 45,23 m                        |
| Superficie alare                     | 266,5 m²                       | 267,9 m²                       | 267,9 m²                       | 271,9 m²                       | 271,9 m²                       | 271,9 m²                       | 271,9 m²                       |
| Freccia alare                        | 30°                            | 30°                            | 30°                            | 30°                            | 30°                            | 30°                            | 30°                            |
| Altezza fusoliera                    | 5,96 m                         | 5,92 m                         | 5,92 m                         | 5,94 m                         | 5,94 m                         | 5,91 m                         | 5,91 m                         |
| Altezza totale                       | 13,33 m                        | 13,16 m                        | 13,16 m                        | 13,14 m                        | 13,14 m                        | 13,20 m                        | 13,20 m                        |
| Passo                                | 17,53 m                        | 23,62 m                        | 23,62 m                        | 23,62 m                        | 23,62 m                        | 18,53 m                        | 18,53 m                        |
| Peso operativo a vuoto (OEW)         | 59 526 kg                      | 66 002 kg                      | 69 265 kg                      | 64 107 kg                      | 67 677 kg                      | 62 851 kg                      | 63 595 kg                      |
| Peso massimo senza carburante (MZFW) | 101 606 kg                     | 106 142 kg                     | 106 142 kg                     | 118 390 kg                     | 118 390 kg                     | 104 328 kg                     | 104 328 kg                     |
| Peso massimo alla rampa (MRW)        | 148 781 kg                     | 150 142 kg                     | 150 142 kg                     | 162 389 kg                     | 162 389 kg                     | 160 121 kg                     | 153 317 kg                     |
| Peso massimo al decollo (MTOW)       | 147 420 kg                     | 148 781 kg                     | 148 781 kg                     | 161 028 kg                     | 161 028 kg                     | 158 760 kg                     | 151 956 kg                     |
| Peso massimo all'atterraggio (MLW)   | 108 864 kg                     | 117 029 kg                     | 117 029 kg                     | 124 740 kg                     | 124 740 kg                     | 113 400 kg                     | 113 400 kg                     |
| Carico utile massimo                 | 42 080 kg                      | 40 141 kg                      | 36 878 kg                      | 54 282 kg                      | 50 712 kg                      | 41 477 kg                      | 40 733 kg                      |
| Capacità cargo                       | 255,4 m³                       | 344,6 m³                       | 344,6 m³                       | 363,3 m³                       | 363,3 m³                       | 275,7 m³                       | 275,7 m³                       |
| Capacità massima carburante          | 88 552 L                       | 88 552 L                       | 88 552 L                       | 91 891 L                       | 91 891 L                       | 91 891 L                       | 91 891 L                       |
| Velocità di crociera                 | 0,82 Mach (1 012,54 km/h)      | 0,82 Mach (1 012,54 km/h)      | 0,82 Mach (1 012,54 km/h)      | 0,82 Mach (1 012,54 km/h)      | 0,82 Mach (1 012,54 km/h)      | 0,82 Mach (1 012,54 km/h)      | 0,82 Mach (1 012,54 km/h)      |
| Velocità massima                     | 0,88 Mach (1 086,62 km/h)      | 0,88 Mach (1 086,62 km/h)      | 0,88 Mach (1 086,62 km/h)      | 0,88 Mach (1 086,62 km/h)      | 0,88 Mach (1 086,62 km/h)      | 0,88 Mach (1 086,62 km/h)      | 0,88 Mach (1 086,62 km/h)      |
| Autonomia                            | 6 250 nmi 11 575 km            | 5 300 nmi 9 815 km             | 6 450 nmi 11 945 km            | 6 000 nmi 11 112 km            | 6 650 nmi 12 615 km            | 6 100 nmi 11 297 km            | 7 050 nmi 13 056 km            |
| Quota di tangenza                    | 42 000 ft (12 800 m)           | 42 000 ft (12 800 m)           | 42 000 ft (12 800 m)           | 42 000 ft (12 800 m)           | 42 000 ft (12 800 m)           | 42 000 ft (12 800 m)           | 42 000 ft (12 800 m)           |
| Motori (x4)                          | PW JT3D-3B                     | PW JT3D-3B                     | CFM56-2                        | PW JT3D-7                      | CFM56-2                        | PW JT3D-3B                     | CFM56-2                        |
| Spinta (x4)                          | 73-80 kN                       | 73-80 kN                       | 95-98 kN                       | 77-85 kN                       | 95-98 kN                       | 73-80 kN                       | 95-98 kN                       |

## Utilizzatori
Dei DC-8 che restano in servizio commerciale, tre operano per Trans Air Cargo Service. Con sede a Lima, in Perù, SkyBus Jet Cargo possiede due DC-8-73CF. L'organizzazione di soccorso in caso di calamità Samaritan's Purse gestisce un DC-8-72. Un DC-8 è stato utilizzato dalla NASA per missioni di archeologia, ecologia, geografia, idrologia, meteorologia, oceanografia, vulcanologia, chimica dell'atmosfera, scienze criosferiche, scienze del suolo e biologia. Inoltre, un DC-8 è utilizzato come velivolo governativo dal governo della Repubblica Democratica del Congo.
L'ultimo volo passeggeri commerciale è stato effettuato il 29 ottobre 1991 da parte di United Airlines, da Kona (Hawaii) a San Francisco, Stati Uniti.
All'aprile 2024, dei 556 esemplari prodotti, e con il ritiro del DC-8-72 della NASA, 10 sono operativi. Il Douglas DC-8 non è più in produzione, tutti i velivoli ordinati sono stati consegnati.
Gli utilizzatori sono:
- Heavylift Cargo Airlines (5 esemplari)
- SkyBus Jet Cargo (2 esemplari)
- Trans Air Cargo Service (2 esemplari)
- Samaritan's Purse (1 esemplare)